# Grote Aa (Zwolle)
Grote Aa is de naam van een voormalige waterloop binnen de stadsmuur van de Nederlandse stad Zwolle (hoofdstad van de provincie Overijssel).
De waterloop liep  naar het Zwarte Water, onder de Waterpoort nabij het Rodetorenplein, vanaf de plantage. Hierbij stroomde de Aa vanuit het huidige park de Wezenlanden. In 1441 werd de Grote Aa uitgediept, zodat het geschikt werd voor scheepvaart.

Schepen voeren, van af het noorden, via een waterpoort de stad binnen, De Grote Aa op en leidde ze allereerst naar de Waag die op een overwelving stond.
Na 1800 werd de Grote Aa, de rivier die nog altijd onder de Melkmarkt, Oude Vismarkt en Gasthuisplein doorliep, overkluisd vanwege besmet water, waardoor er in de 19e eeuw een cholera-epidemie uitbrak. In 1887 werd ook de inham bij het Zwarte Water gedempt toen hier het Maagjesbolwerk werd afgebroken.